# Mark Jones (labdarúgó, 1933)
Mark Jones (Barnsley, 1933. június 15. – München, 1958. február 6.) angol labdarúgó. Korának legjobb hátvédjei között tartották számon, az angol válogatottban mégsem lépett pályára.
Amos Jones (1894–1968) és Lucy Jones (1896–1957) gyermekeként Barnsley városában született, és már fiatalon a Manchester Unitedhez került, ahol tizenhét éves korában mutatkozott be a felnőttek között, és ahol két bajnoki címet ünnepelhetett. A müncheni légikatasztrófában hunyt el, mindössze huszonnégy évesen.

## Sikerei, díjai
Manchester United
- Angol bajnok (3): 1951–52, 1955–56, 1956–57